# アウクスブルク (フリゲート・初代)
アウクスブルク（ドイツ語: Augsburg, F 222）とは、西ドイツ海軍のフリゲートであり、ケルン級フリゲートの3番艦である。
艦名はバイエルン州第3の都市であるアウクスブルク市に由来し、この名を冠するドイツ海軍艦艇としては2代目に相当する。

## 艦歴
「アウクスブルク」は、H.C.ストラッケン&ゾーン・ハンブルク造船所にて1958年10月29日に起工し、1959年8月15日の進水式には当時のアウクスブルク市長クラウス・ミュラー（Dr. Klaus Müller）とその妻アニー・ミュラー（Anny Müller）が出席し、アウクスブルクと命名された。
その後は艤装と試験航海を行った後の1962年4月7日に西ドイツ海軍に就役し、他の姉妹艦と共に第2護衛艦戦隊（2. Geleitgeschwader）に配備された。
「アウクスブルク」をはじめとするケルン級フリゲートはバルト海での作戦行動を前提に設計されており、米ソ全面戦争勃発時には、バルト海と北海を通って北欧諸国への増援に向かうNATO軍輸送船団をソ連海軍およびワルシャワ条約機構加盟国（東ドイツとポーランド）海軍の潜水艦から護衛することになっていた。
「アウクスブルク」は就役後、北海やバルト海、北大西洋、地中海におけるNATO軍の合同演習に多数参加してきたが、新型のブレーメン級フリゲートの建造と就役が進められたこともあって1987年10月1日に「アウクスブルク」の運用終了が決定され、1988年3月30日に退役した。
退役後の「アウクスブルク」の船体は、ヴィルヘルムスハーフェンの海軍工廠（Marinearsenal）に保管された後にVerwertungsunternehmen des Bundes（VEBGE）に売却され、1989年11月17日にハンブルクへ曳航され翌12月に解体された。

## 備考
1. ↑  第2護衛艦戦隊の母港は、1958年2月1日の編成以来クックスハーフェン（Cuxhaven）に置かれていたが、1968年にヴィルヘルムスハーフェンに移転。
第2護衛艦戦隊は1988年9月30日に解隊され、残存の「F224 リューベック」と「F225 ブラウンシュヴァイク」は翌10月1日に編成された第2フリゲート戦隊（2. Fregattengeschwader）に転属となった。
2. ↑  海軍工廠は、連邦軍の兵器調達を担当する軍備範囲（Rüstungsbereich）の管轄下にある。